# Lena Ashwell
Lena Ashwell, OBE (Rio Tyne, 28 de setembro de 1872 — Londres, 13 de março de 1957) foi uma atriz e gerente de teatro britânica, conhecida por ter sido a primeira pessoa a organizar entretenimento em grande escala para as tropas na frente de combate durante a Primeira Guerra Mundial.

## Biografia
Nascida Lena Margaret Pocock a bordo do navio Wellesley, quando este encontrava-se ancorado no rio Tyne, era filha do comandante Pocock e irmã de Roger Pocock, fundador da força paramilitar Legion of Frontiersmen. Lena cresceu no Canadá, e estudou música em Lausanne e na Royal Academy of Music em Londres. Sua voz, porém, não era suficiente para seguir uma carreira musical e ela decidiu então ser atriz de teatro. Em 1891, estreou na peça O fariseu, e em 1895 atuou em Rei Artur, de J. Comyns Carr, ao lado de Ellen Terry e Henry Irving. Participou de uma série de peças de William Shakespeare, em Quo Vadis (1900), e como atriz principal em Mrs Dane's Defence (1900), de Henry Arthur Jones, e em Leah Kleschna (1905), de C. M. S. McLellan. Casou com o ator Arthur Playfair em 1896; ele deu início ao processo de divórcio em 1903 após o alegado adultério de Lena com Robert Taber, ex-marido da atriz Julia Marlowe. Playfair e Ashwell finalmente se divorciaram em 1908.
A partir de 1906, Lena se tornou gerente de teatro, inicialmente no Savoy Theatre e, depois, em 1907, fundou o seu próprio teatro conhecido como o Kingsway. Casou com o obstetra real Henry Simpson em 1908. Durante a Primeira Guerra Mundial foi uma entusiasta baluarte da ajuda de guerra britânica: em 1915, começou a organizar companhias de atores, cantores e artistas para viajar para a França e lá realizarem espetáculos, até o final da guerra, havia 25 delas viajando em pequenos grupos por toda a França. Ela também organizou festas de concertos exclusivamente com homens para realizarem apresentações perto da linha de frente de combate. Em seus escritos sobre essa experiência ela enfatizou que os soldados se entusiasmaram com o alto nível cultural - em particular, com as peças de Shakespeare.